# Teratomyza neozelandica
Teratomyza neozelandica är en tvåvingeart som beskrevs av Malloch 1933. Teratomyza neozelandica ingår i släktet Teratomyza och familjen Teratomyzidae. Inga underarter finns listade i Catalogue of Life.